# Isoetes melanopoda
Isoetes melanopoda är en kärlväxtart. Isoetes melanopoda ingår i släktet braxengräs, och familjen Isoetaceae.

## Underarter
Arten delas in i följande underarter:
- I. m. melanopoda
- I. m. silvatica